# Amomum corynostachyum
Amomum corynostachyum är en enhjärtbladig växtart som beskrevs av Nathaniel Wallich. Amomum corynostachyum ingår i släktet Amomum och familjen Zingiberaceae. Inga underarter finns listade i Catalogue of Life.